# Teoremas de Sylow
En matemáticas, específicamente en  teoría de grupos, los teoremas de Sylow son una serie de teoremas nombrados en honor del matemático noruego Peter Ludwig Mejdell Sylow que proporcionan información detallada sobre el número de subgrupos de orden fijo contenidos en un grupo finito dado. Los teoremas de Sylow son una parte fundamental de la teoría de grupos finitos y tienen aplicaciones muy importantes en la clasificación de los grupos finitos simples.
Para un número primo p, un p-subgrupo de Sylow de un grupo G es un p-subgrupo maximal de G, es decir, un subgrupo cuyo orden es una potencia de p y que no está contenido estrictamente en otro p-grupo. Es decir, es un grupo de orden pk que no está contenido en ningún subgrupo de orden pr donde k<r. El conjunto de todos los subgrupos de Sylow de un grupo G se suele denotar como Sylp(G).
Los teoremas de Sylow constituyen reciprocas parciales al teorema de Lagrange el cual afirma que para todo grupo finito G, el orden de cualquier subgrupo debe dividir al orden de G. En sentido contrario, para cualquier factor primo p del orden de un grupo finito G, existirá un p-subgrupo de Sylow de orden pn donde n es precisamente la multiplicidad del factor primo p en el orden de G y cualquier subgrupo con el mismo orden será también un p-subgrupo de Sylow. 
Todos los subgrupos de Sylow de un grupo fijo y un primo dado son conjugados entre sí. Finalmente, el último teorema de Sylow establece una condición sobre el número posible de p-subgrupos de Sylow, indicando que este número será congruente a 1 módulo p.

## Teoremas de Sylow
En teoría de grupos es común encontrar colecciones de subgrupos que sean maximales en algún u otro sentido. El resultado relevante aquí es que en el caso de Sylp(G), todos sus elementos son isomorfos entre sí y tienen el mayor orden posible: si |G|=pnm con n > 0 donde p no divide a m, entonces todo p-subgrupo de Sylow P tiene orden |P| = pn. Esto es, P es un p-grupo y el mcd (|G : P|, p) = 1. Estas propiedades pueden usarse para analizar con mayor profundidad la estructura de G.
Los siguientes teoremas fueron enunciados y demostrados originalmente por Ludwig Sylow en 1872, publicándolos en Mathematische Annalen.
| Primer teorema de Sylow Para cualquier factor primo p con multiplicidad n en el orden del grupo finito G, existe un p-subgrupo de Sylow de G, con orden pn. |

La siguiente es una versión más débil demostrada por primera vez por Cauchy:
| Teorema de Cauchy Dado un grupo finito G y un número primo p que divida al orden de G, existe un elemento de orden p en G. |

| Segundo teorema de Sylow Dado un grupo finito G, y un número primo p que divide al orden de G, entonces todos los p-subgrupos de Sylow son conjugados entre sí. Es decir, si H y K son p-subgrupos de Sylow entonces existe un elemento g en G tal que g−1Hg = K. |

| Tercer teorema de Sylow Sea p un factor primo con multiplicidad n en el orden del grupo finito G, de manera que el orden de G puede escribirse como pnm donde n > 0 y p no divide a m. Sea np el número de p-subgrupos de Sylow de G. Entonces se cumple; - np divide a m, que es el índice del p-subgrupos de Sylow de G. - np ≡ 1 mod p. - np = {\displaystyle \|G:N_{G}(P)\|}, donde P es cualquier p-subgrupo de Sylow de G y NG denota el normalizador. |

### Consecuencias
Los teoremas de Sylow implican que para un primo p, todo p-subgrupo de Sylow tiene el mismo orden pn. De manera inversa, cualquier subgrupo que tenga orden pn será necesariamente un p-subgrupo de Sylow y además isomorfo a los demás p-subgrupos de Sylow. Debido a la condición de maximalidad, si H es un p-subgrupo de G entonces H es un subgrupo de un p-subgrupo de Sylow.
Una consecuencia importante del tercer teorema es que la condición np = 1 es equivalente a decir que en ese caso, el único p-subgrupo de Sylow es un subgrupo normal (hay grupos que tienen subgrupos normales pero no tienen subgrupos de Sylow normales, siendo S4 un ejemplo de ello).

### Teoremas de Sylow para grupos infinitos
Existe un análogo al teorema de Sylow para grupos infinitos. Definimos un p-subgrupo de Sylow en un grupo infinito como un p-subgrupo (es decir, un subgrupo donde el orden de todo elemento es una potencia de p) maximal respecto a la inclusión entre el conjunto de todos los p-subgrupos. La existencia de tales subgrupos se garantiza mediante el lema de Zorn.
| Si K es un p-subgrupo de Sylow de G y {\displaystyle n_{p}=\|Cl(K)\|} es finito, entonces todo p-subgrupo de Sylow es conjugado a K y np ≡ 1 mod p, donde Cl(K) denota la clase de conjugación de K. |

### Demostraciones
- Casadio, Giuseppina; Zappa, Guido (1990), «History of the Sylow theorem and its proofs», Boll. Storia Sci. Mat. (en italiano) 10 (1): 29-75, ISSN 0392-4432, MR 1096350, Zbl 0721.01008.
- Gow, Rod (1994), «Sylow's proof of Sylow's theorem», Irish Math. Soc. Bull. (33): 55-63, ISSN 0791-5578, MR 1313412, Zbl 0829.01011.
- Kammüller, Florian; Paulson, Lawrence C. (1999), «A formal proof of Sylow's theorem. An experiment in abstract algebra with Isabelle HOL», J. Automat. Reason. 23 (3): 235-264, ISSN 0168-7433, MR 1721912, Zbl 0943.68149, doi:10.1023/A:1006269330992, archivado desde el original el 3 de enero de 2006.
- Meo, M. (2004), «The mathematical life of Cauchy's group theorem», Historia Math. 31 (2): 196-221, ISSN 0315-0860, MR 2055642, Zbl 1065.01009, doi:10.1016/S0315-0860(03)00003-X.
- Scharlau, Winfried (1988), «Die Entdeckung der Sylow-Sätze», Historia Math. (en alemán) 15 (1): 40-52, ISSN 0315-0860, MR 931678, Zbl 0637.01006, doi:10.1016/0315-0860(88)90048-1.
- Waterhouse, William C. (1980), «The early proofs of Sylow's theorem», Arch. Hist. Exact Sci. 21 (3): 279-290, ISSN 0003-9519, MR 575718, Zbl 0436.01006, doi:10.1007/BF00327877.
- Wielandt, Helmut (1959), «Ein Beweis für die Existenz der Sylowgruppen», Arch. Math. (en alemán) 10 (1): 401-402, ISSN 0003-9268, MR 0147529, Zbl 0092.02403, doi:10.1007/BF01240818.

### Algoritmos
- Butler, G. (1991), Fundamental Algorithms for Permutation Groups, Lecture Notes in Computer Science 559, Berlin, New York: Springer-Verlag, ISBN 978-3-540-54955-0, MR 1225579, Zbl 0785.20001, doi:10.1007/3-540-54955-2.
- Cannon, John J. (1971), «Computing local structure of large finite groups», Computers in Algebra and Number Theory (Proc. SIAM-AMS Sympos. Appl. Math., New York, 1970), SIAM-AMS Proc. 4, Providence, RI: AMS, pp. 161-176, ISSN 0160-7634, MR 0367027, Zbl 0253.20027.
- Kantor, William M. (1985a), «Polynomial-time algorithms for finding elements of prime order and Sylow subgroups», J. Algorithms 6 (4): 478-514, ISSN 0196-6774, MR 813589, Zbl 0604.20001, doi:10.1016/0196-6774(85)90029-X.
- Kantor, William M. (1985b), «Sylow's theorem in polynomial time», J. Comput. System Sci. 30 (3): 359-394, ISSN 1090-2724, MR 805654, Zbl 0573.20022, doi:10.1016/0022-0000(85)90052-2.
- Kantor, William M.; Taylor, Donald E. (1988), «Polynomial-time versions of Sylow's theorem», J. Algorithms 9 (1): 1-17, ISSN 0196-6774, MR 925595, Zbl 0642.20019, doi:10.1016/0196-6774(88)90002-8.
- Kantor, William M. (1990), «Finding Sylow normalizers in polynomial time», J. Algorithms 11 (4): 523-563, ISSN 0196-6774, MR 1079450, Zbl 0731.20005, doi:10.1016/0196-6774(90)90009-4.
- Seress, Ákos (2003), Permutation Group Algorithms, Cambridge Tracts in Mathematics 152, Cambridge University Press, ISBN 978-0-521-66103-4, MR 1970241, Zbl 1028.20002.

- Datos: Q1057919
- Libros y manuales: Matemáticas/Álgebra Abstracta/Apéndices/Teoremas de Sylow